# بهیج الخطیب
بهیج الخطیب از ۱۰ ژوئیه ۱۹۳۹ تا ۱۶ سپتامبر ۱۹۴۱ رئیس جمهور دولت شبه مستقل جمهوری سوریه (۱۹۳۰–۱۹۵۸) بود که زیر نظر قومیت فرانسوی اداره می‌شد. دوره ریاست جمهوری الخطیب با جنگ جهانی دوم همزمان بود و او دهمین حاکم سوریه بعد از دولت عثمانی به شمار می‌آید.